# Dodona aponata
Dodona aponata är en fjärilsart som beskrevs av Semper 1889. Dodona aponata ingår i släktet Dodona och familjen Riodinidae. Inga underarter finns listade i Catalogue of Life.